# Herbert Lamprecht
Herbert Anton Karl Lamprecht, född 3 november 1889 i Mureck, död 18 augusti 1969, var en österrikisk-svensk genetiker.
Lamprecht blev filosofie doktor i Graz 1917 och filosofie doktor i Lund 1940. Han tjänstgjorde som kemist vid krigsministeriet i Wien 1917-18, var assistent vid Alnarps lantbruksinstituts försöksverksamhet 1921-26 och försöksledare 1926-32. Han var chef för Weibullsholms växtförädlingsanstalt 1932-58.  Han var utgivare av tidskriften "Agri Hortique Genetica" och författade ett stort antal vetenskapliga arbeten. Han blev hedersdoktor i Graz 1953 och tilldelades professors namn 1959. Han blev ledamot av Fysiografiska sällskapet i Lund 1958 och var även korresponderande ledamot av Vetenskapsakademien i Wien. År 1962 tilldelades han det österrikiska hederstecknet för vetenskap och konst.